# Bataille de Fornost
La bataille de Fornost est un conflit militaire fictif du légendaire de l'écrivain britannique J. R. R. Tolkien dont le déroulement est raconté dans les appendices du Seigneur des anneaux

## Histoire
En l'an 1974 du Troisième Âge le Roi-Sorcier d'Angmar envahit les terres des Dúnedain du Nord et prit la cité de Fornost alors que le roi Arvedui fuyait avec sa chevalerie jusqu'à la désolation du nord, causant la chute du royaume d'Arthedain.
Tout allait bien pour le Roi-Sorcier quand, un an après, une flotte puissante de grands bateaux arriva aux Havres Gris et débarqua une grande armée de Gondor commandée par le général Eärnur, fils du Roi de Gondor. Les Elfes de Lindon ainsi que les Dúnedain du Nord survivants s'étaient joint à eux, afin de venger la chute de l'Arthedain.
La Bataille de Fornost n'eut pas lieu dans la ville même mais dans les plaines à l'ouest de Fornost entre les collines du Nord et le lac Evendim, où l'armée de Gondor se divisa et rejoignit Glorfindel qui était arrivé avec une armée envoyée par Elrond depuis Fondcombe. De cette façon, l'armée d'Angmar, attaquée par les flancs, fut détruite et dispersée.
La bataille s'éloigna alors des plaines de Fornost, puisque le Roi-Sorcier réunit ses forces et se replia dans Carn Dûm, assiégée par Eärnur et Glorfindel. 
Après une longue poursuite le Roi-Sorcier se retrouva seul face aux Capitaines de l'Ouest : il provoqua Eärnur mais ce fut Glorfindel qui s'attaqua à lui sur son cheval Asfaloth. Le Roi-Sorcier eut peur des pouvoirs de l'Elfe, et « se réfugia dans la nuit ». Glorfindel fit alors sa célèbre prophétie, annonçant que le Roi-Sorcier ne serait pas tué par la main d'homme (il périra en effet en l'an 3019 du troisième age durant la Bataille des Champs du Pelennor, de la main de Éowyn, nièce du roi Théoden de Rohan, et de Meriadoc Brandibouc, semi-homme).
La bataille de Fornost eut des conséquences sur l'Histoire de la Terre du Milieu qui ne furent pas devinées immédiatement, car quand le Roi-Sorcier fuit vers le sud, il se réfugia en Mordor et prit Minas Ithil, qu'il rebaptisa Minas Morgul. Le Roi-Sorcier n'oublia jamais son échec, et bien des années après, quand Eärnur devint roi du Gondor, il le provoqua par deux fois. La première fois Eärnur l'ignora, mais la deuxième fois, le Roi sans héritier ne suivit aucun conseil et marcha sur Minas Morgul, où il fut fait prisonnier par les Nazgûl. La bataille de Fornost mena ainsi indirectement à la disparition des rois du Gondor, dont les conséquences se faisaient encore sentir du temps de la Guerre de l'Anneau.